# Chirio Forno d'Asolo
El Chirio Forno d'Asolo (codi UCI: FCL) és un equip ciclista femení italià que va tenir categoria UCI Women's Team de 2002 a 2013.
Creat al 1991, també se la conegut com a USC Chirio Forno d'Asolo o Forno d'Asolo Colavita. El 2014 es va fusionar amb Pasta Zara-Cogeas, creant així el Forno d'Asolo-Astute. A partir del 2015 es converteix en equip amateur adoptant diferents noms.

## Principals resultats
- A les proves de la Copa del món:
  - Volta a Nuremberg: Giorgia Bronzini (2005)
  - Tour of Chongming Island World Cup: Tetiana Riabtxenko (2013)

- Altres:
  - Gran Bucle femení: Zinaïda Stahúrskaia (2002)
  - Volta a Turíngia femenina: Zulfià Zabírova (2002)

## Classificacions UCI
Aquesta taula mostra la plaça de l'equip a la classificació de la Unió Ciclista Internacional a final de temporada i també la millor ciclista en la classificació individual de cada temporada.
| Temporada | Classificació per equips | Millor ciclista en la classificació individual |
| --------- | ------------------------ | ---------------------------------------------- |
| 2002      | 6è                       | Zinaïda Stahúrskaia (7a)                       |
| 2003      | 12è                      | Regina Schleicher (8a)                         |
| 2004      | 16è                      | Jolanta Polikevičiūtė (53a)                    |
| 2005      | -                        | Giorgia Bronzini (10a)                         |
| 2006      | 23è                      | Tetiana Stiàjkina (90a)                        |
| 2007      | 20è                      | Clemilda Fernandes (48a)                       |
| 2008      | 15è                      | Tetiana Stiàjkina (39a)                        |
| 2009      | 25è                      | Janildes Fernandes (111a)                      |
| 2010      | 22è                      | Edita Janeliūnaitė (136a)                      |
| 2011      | 7è                       | Giorgia Bronzini (6a)                          |
| 2012      | 28è                      | Patricia Schwager (93a)                        |
| 2013      | 16è                      | Clemilda Fernandes (30a)                       |

Del 2002 al 2013 l'equip va participar en la Copa del món. Abans de la temporada 2006 no hi havia classificació per equips, i es mostra la millor ciclista en la classificació individual.
| Temporada | Classificació per equips | Millor ciclista en la classificació individual |
| --------- | ------------------------ | ---------------------------------------------- |
| 2002      | -                        | Zinaïda Stahúrskaia (32a)                      |
| 2003      | -                        | Regina Schleicher (2a)                         |
| 2004      | -                        | -                                              |
| 2005      | -                        | Giorgia Bronzini (4a)                          |
| 2006      | -                        | Vera Carrara (119a)                            |
| 2007      | -                        | -                                              |
| 2008      | 21è                      | Jolanta Polikevičiūtė (42a)                    |
| 2009      | -                        | -                                              |
| 2010      | 34è                      | Olena Olinyk (108a)                            |
| 2011      | 21è                      | Giorgia Bronzini (23a)                         |
| 2012      | -                        | Sari Saarelainen (90a)                         |
| 2013      | 12è                      | Tetiana Riabtxenko (8a)                        |

## Composició de l'equip
| \| Llista de l'equip 2008 \| Llista de l'equip 2008 \| Llista de l'equip 2008 \| Llista de l'equip 2008 \| \| Ciclista \| Data de naixement \| Equip previ \| \| \| --------------------------------------- \| ---------------------- \| ----------------------------------- \| ---------------------- \| \| Alona Andruk \| 11 de juny de 1987 \| \| \| \| Silvia Borile \| 28 de agost de 1987 \| \| \| \| Uênia Fernandes \| 12 de agost de 1984 \| \| \| \| Clemilda Fernandes \| 25 de juny de 1979 \| \| \| \| Janildes Fernandes \| 23 de agost de 1980 \| SC Michela Fanini Record Rox (2006) \| \| \| Evelyn García Marroquín \| 29 de desembre de 1982 \| CMAX Dila-Guerciotti-Cogeas (2007) \| \| \| Tereza Němcová \| 11 de febrer de 1987 \| \| \| \| Urtė Juodvalkytė \| 23 de desembre de 1986 \| \| \| \| Adriana Lovera (26 de juny–31 de des) \| 20 de setembre de 1985 \| \| \| \| Laura Lozano (15 de juny–30 de juny) \| 25 de octubre de 1986 \| \| \| \| Laura Marotta \| 2 de desembre de 1987 \| \| \| \| Mónica Méndez (1 de gen–1 de jul) \| 21 de setembre de 1984 \| \| \| \| Jolanta Polikevičiūtė \| 25 de setembre de 1970 \| Bianchi Aliverti (2005) \| \| \| Rasa Polikevičiūtė \| 25 de setembre de 1970 \| Bianchi Aliverti (2005) \| \| \| Samantha Profumo \| 3 de abril de 1975 \| \| \| \| Alessia Quarta (1 de jul–31 de des) \| 23 de juny de 1976 \| Saccarelli EMU Marsciano (2007) \| \| \| Katy Redolini \| 6 de agost de 1988 \| \| \| \| Samantha Rizzi (1 de gen–1 de jul) \| 26 de agost de 1975 \| Vittorio Veneto-Sprint (1998) \| \| \| Tetiana Stiàjkina \| 10 de abril de 1977 \| Alfa Lum-RSM (2001) \| \| \| Elena Stramoysova (1 de gen–30 de juny) \| 21 de juny de 1985 \| Fenixs-Colnago (2006) \| \| \| Hanna Taukanitsa \| 2 de setembre de 1987 \| \| \| \| Edita Ungurytė \| 30 de juliol de 1987 \| \| \| \| \| \| \| \| \| Font: UCI \| \| \| \| |                        |                                     |  |
| Llista de l'equip 2008 |                        |                                     |  |
| Ciclista | Data de naixement      | Equip previ                         |  |
| Alona Andruk | 11 de juny de 1987     |                                     |  |
| Silvia Borile | 28 de agost de 1987    |                                     |  |
| Uênia Fernandes | 12 de agost de 1984    |                                     |  |
| Clemilda Fernandes | 25 de juny de 1979     |                                     |  |
| Janildes Fernandes | 23 de agost de 1980    | SC Michela Fanini Record Rox (2006) |  |
| Evelyn García Marroquín | 29 de desembre de 1982 | CMAX Dila-Guerciotti-Cogeas (2007)  |  |
| Tereza Němcová | 11 de febrer de 1987   |                                     |  |
| Urtė Juodvalkytė | 23 de desembre de 1986 |                                     |  |
| Adriana Lovera (26 de juny–31 de des) | 20 de setembre de 1985 |                                     |  |
| Laura Lozano (15 de juny–30 de juny) | 25 de octubre de 1986  |                                     |  |
| Laura Marotta | 2 de desembre de 1987  |                                     |  |
| Mónica Méndez (1 de gen–1 de jul) | 21 de setembre de 1984 |                                     |  |
| Jolanta Polikevičiūtė | 25 de setembre de 1970 | Bianchi Aliverti (2005)             |  |
| Rasa Polikevičiūtė | 25 de setembre de 1970 | Bianchi Aliverti (2005)             |  |
| Samantha Profumo | 3 de abril de 1975     |                                     |  |
| Alessia Quarta (1 de jul–31 de des) | 23 de juny de 1976     | Saccarelli EMU Marsciano (2007)     |  |
| Katy Redolini | 6 de agost de 1988     |                                     |  |
| Samantha Rizzi (1 de gen–1 de jul) | 26 de agost de 1975    | Vittorio Veneto-Sprint (1998)       |  |
| Tetiana Stiàjkina | 10 de abril de 1977    | Alfa Lum-RSM (2001)                 |  |
| Elena Stramoysova (1 de gen–30 de juny) | 21 de juny de 1985     | Fenixs-Colnago (2006)               |  |
| Hanna Taukanitsa | 2 de setembre de 1987  |                                     |  |
| Edita Ungurytė | 30 de juliol de 1987   |                                     |  |
| |                        |                                     |  |
| Font: UCI |                        |                                     |  |

| \| Llista de l'equip 2009 \| Llista de l'equip 2009 \| Llista de l'equip 2009 \| Llista de l'equip 2009 \| \| Ciclista \| Data de naixement \| Equip previ \| \| \| ------------------------------------------------ \| ---------------------- \| ----------------------------------- \| ---------------------- \| \| Silvia Borile \| 28 de agost de 1987 \| \| \| \| Marina Gloria Chirio \| 24 de gener de 1983 \| \| \| \| Uênia Fernandes \| 12 de agost de 1984 \| \| \| \| Clemilda Fernandes \| 25 de juny de 1979 \| \| \| \| Janildes Fernandes (1 de gen–31 de maig) \| 23 de agost de 1980 \| SC Michela Fanini Record Rox (2006) \| \| \| Simona Frapporti \| 14 de juliol de 1988 \| Titanedi-Frezza-Acca Due O (2008) \| \| \| Edita Janeliūnaitė \| 16 de desembre de 1988 \| \| \| \| Christina Kollmann (1 de gen–31 de maig) \| 14 de març de 1988 \| Uniqa (2007) \| \| \| Karelia Machado (1 de gen–31 de maig) \| 10 de abril de 1979 \| \| \| \| Laura Marotta \| 2 de desembre de 1987 \| \| \| \| Tetyana Mykhaylova (1 de juny–31 de des) \| 27 de juny de 1989 \| \| \| \| Martina Nota \| 18 de octubre de 1989 \| \| \| \| Olena Olinik (1 de juny–31 de des) \| 3 de maig de 1989 \| \| \| \| Jolanta Polikevičiūtė (1 de gen–31 de maig) \| 25 de setembre de 1970 \| Bianchi Aliverti (2005) \| \| \| Tetyana Riabchenko (12 de juny–31 de des) \| 28 de agost de 1989 \| \| \| \| Eleonora Spaliviero \| 7 de setembre de 1989 \| \| \| \| Aušrinė Trebaitė (1 de juny–31 de des) \| 18 de octubre de 1988 \| \| \| \| Daiva Tušlaitė (1 de gen–31 de maig) \| 18 de juny de 1986 \| SC Michela Fanini Record Rox (2008) \| \| \| Edita Ungurytė \| 30 de juliol de 1987 \| \| \| \| Viktoriya Vologdina (1 de juny–31 de des) \| 8 de octubre de 1989 \| \| \| \| Eglė Zablockytė \| 24 de maig de 1989 \| \| \| \| Liisa Ehrberg (1 de ago–31 de des, aprenent) \| 17 de desembre de 1988 \| \| \| \| Yevgeniya Minenko (1 de ago–31 de des, aprenent) \| 19 de febrer de 1990 \| \| \| \| \| \| \| \| \| Font: UCI \| \| \| \| |                        |                                     |  |
| Llista de l'equip 2009 |                        |                                     |  |
| Ciclista | Data de naixement      | Equip previ                         |  |
| Silvia Borile | 28 de agost de 1987    |                                     |  |
| Marina Gloria Chirio | 24 de gener de 1983    |                                     |  |
| Uênia Fernandes | 12 de agost de 1984    |                                     |  |
| Clemilda Fernandes | 25 de juny de 1979     |                                     |  |
| Janildes Fernandes (1 de gen–31 de maig) | 23 de agost de 1980    | SC Michela Fanini Record Rox (2006) |  |
| Simona Frapporti | 14 de juliol de 1988   | Titanedi-Frezza-Acca Due O (2008)   |  |
| Edita Janeliūnaitė | 16 de desembre de 1988 |                                     |  |
| Christina Kollmann (1 de gen–31 de maig) | 14 de març de 1988     | Uniqa (2007)                        |  |
| Karelia Machado (1 de gen–31 de maig) | 10 de abril de 1979    |                                     |  |
| Laura Marotta | 2 de desembre de 1987  |                                     |  |
| Tetyana Mykhaylova (1 de juny–31 de des) | 27 de juny de 1989     |                                     |  |
| Martina Nota | 18 de octubre de 1989  |                                     |  |
| Olena Olinik (1 de juny–31 de des) | 3 de maig de 1989      |                                     |  |
| Jolanta Polikevičiūtė (1 de gen–31 de maig) | 25 de setembre de 1970 | Bianchi Aliverti (2005)             |  |
| Tetyana Riabchenko (12 de juny–31 de des) | 28 de agost de 1989    |                                     |  |
| Eleonora Spaliviero | 7 de setembre de 1989  |                                     |  |
| Aušrinė Trebaitė (1 de juny–31 de des) | 18 de octubre de 1988  |                                     |  |
| Daiva Tušlaitė (1 de gen–31 de maig) | 18 de juny de 1986     | SC Michela Fanini Record Rox (2008) |  |
| Edita Ungurytė | 30 de juliol de 1987   |                                     |  |
| Viktoriya Vologdina (1 de juny–31 de des) | 8 de octubre de 1989   |                                     |  |
| Eglė Zablockytė | 24 de maig de 1989     |                                     |  |
| Liisa Ehrberg (1 de ago–31 de des, aprenent) | 17 de desembre de 1988 |                                     |  |
| Yevgeniya Minenko (1 de ago–31 de des, aprenent) | 19 de febrer de 1990   |                                     |  |
| |                        |                                     |  |
| Font: UCI |                        |                                     |  |

| \| Llista de l'equip 2010 \| Llista de l'equip 2010 \| Llista de l'equip 2010 \| Llista de l'equip 2010 \| \| Ciclista \| Data de naixement \| Equip previ \| \| \| -------------------------------------------- \| ---------------------- \| ----------------------------------- \| ---------------------- \| \| Odette Bertolin \| 5 de febrer de 1983 \| Team CMAX Dila (2009) \| \| \| Silvia Borile \| 28 de agost de 1987 \| \| \| \| Marina Gloria Chirio \| 24 de gener de 1983 \| \| \| \| Francesca Faustini \| 27 de desembre de 1988 \| Team CMAX Dila (2009) \| \| \| Uênia Fernandes \| 12 de agost de 1984 \| \| \| \| Márcia Fernandes \| 29 de maig de 1991 \| \| \| \| Edita Janeliūnaitė \| 16 de desembre de 1988 \| \| \| \| Rosane Kirch \| 19 de abril de 1976 \| SC Michela Fanini Record Rox (2009) \| \| \| Christina Kollmann (15 de juny–31 de des) \| 14 de març de 1988 \| Uniqa (2007) \| \| \| Daniela Lionco (1 de gen–14 de juny) \| 1 de gener de 1989 \| \| \| \| Olena Olinik \| 3 de maig de 1989 \| \| \| \| Tetyana Riabchenko \| 28 de agost de 1989 \| \| \| \| Sari Saarelainen (15 de juny–31 de des) \| 1 de març de 1981 \| Let's Go Finland (2004) \| \| \| Aleksandra Sošenko \| 15 de gener de 1991 \| \| \| \| Luisa Tamanini \| 31 de gener de 1980 \| Selle Italia Ghezzi (2009) \| \| \| Edita Ungurytė \| 30 de juliol de 1987 \| \| \| \| Viktoriya Vologdina \| 8 de octubre de 1989 \| \| \| \| Liisa Ehrberg (1 de ago–31 de des, aprenent) \| 17 de desembre de 1988 \| \| \| \| \| \| \| \| \| Font: UCI \| \| \| \| |                        |                                     |  |
| Llista de l'equip 2010 |                        |                                     |  |
| Ciclista | Data de naixement      | Equip previ                         |  |
| Odette Bertolin | 5 de febrer de 1983    | Team CMAX Dila (2009)               |  |
| Silvia Borile | 28 de agost de 1987    |                                     |  |
| Marina Gloria Chirio | 24 de gener de 1983    |                                     |  |
| Francesca Faustini | 27 de desembre de 1988 | Team CMAX Dila (2009)               |  |
| Uênia Fernandes | 12 de agost de 1984    |                                     |  |
| Márcia Fernandes | 29 de maig de 1991     |                                     |  |
| Edita Janeliūnaitė | 16 de desembre de 1988 |                                     |  |
| Rosane Kirch | 19 de abril de 1976    | SC Michela Fanini Record Rox (2009) |  |
| Christina Kollmann (15 de juny–31 de des) | 14 de març de 1988     | Uniqa (2007)                        |  |
| Daniela Lionco (1 de gen–14 de juny) | 1 de gener de 1989     |                                     |  |
| Olena Olinik | 3 de maig de 1989      |                                     |  |
| Tetyana Riabchenko | 28 de agost de 1989    |                                     |  |
| Sari Saarelainen (15 de juny–31 de des) | 1 de març de 1981      | Let's Go Finland (2004)             |  |
| Aleksandra Sošenko | 15 de gener de 1991    |                                     |  |
| Luisa Tamanini | 31 de gener de 1980    | Selle Italia Ghezzi (2009)          |  |
| Edita Ungurytė | 30 de juliol de 1987   |                                     |  |
| Viktoriya Vologdina | 8 de octubre de 1989   |                                     |  |
| Liisa Ehrberg (1 de ago–31 de des, aprenent) | 17 de desembre de 1988 |                                     |  |
| |                        |                                     |  |
| Font: UCI |                        |                                     |  |

| \| Llista de l'equip 2011 \| Llista de l'equip 2011 \| Llista de l'equip 2011 \| Llista de l'equip 2011 \| \| Ciclista \| Data de naixement \| Equip previ \| \| \| ---------------------- \| ---------------------- \| -------------------------------------- \| ---------------------- \| \| Annalisa Barbieri \| 17 de novembre de 1991 \| \| \| \| Giada Borgato \| 15 de juny de 1989 \| Gauss RDZ Ormu (2010) \| \| \| Giorgia Bronzini \| 3 de agost de 1983 \| Gauss RDZ Ormu (2010) \| \| \| Rushlee Buchanan \| 20 de gener de 1988 \| Colavita-Baci p/b Cooking Light (2010) \| \| \| Elena Cecchini \| 25 de maig de 1992 \| \| \| \| Catherine Cheatley \| 6 de abril de 1983 \| Colavita-Baci p/b Cooking Light (2010) \| \| \| Theresa Cliff-Ryan \| 19 de juny de 1978 \| Colavita-Baci p/b Cooking Light (2010) \| \| \| Alessandra D'Ettorre \| 8 de maig de 1978 \| Top Girls Fassa Bortolo-Ghezzi (2010) \| \| \| Andrea Dvorak \| 9 de octubre de 1980 \| Colavita-Baci p/b Cooking Light (2010) \| \| \| Francesca Faustini \| 27 de desembre de 1988 \| Team CMAX Dila (2009) \| \| \| Uênia Fernandes \| 12 de agost de 1984 \| \| \| \| Barbara Guarischi \| 10 de febrer de 1990 \| SC Michela Fanini Record Rox (2010) \| \| \| Edita Janeliūnaitė \| 16 de desembre de 1988 \| \| \| \| Rosane Kirch \| 19 de abril de 1976 \| SC Michela Fanini Record Rox (2009) \| \| \| Christina Kollmann \| 14 de març de 1988 \| Uniqa (2007) \| \| \| Heather Logan-Sprenger \| 14 de maig de 1982 \| Colavita-Baci p/b Cooking Light (2010) \| \| \| Svetlana Pauliukaitė \| 31 de juliol de 1985 \| Safi-Pasta Zara (2010) \| \| \| Tetyana Riabchenko \| 28 de agost de 1989 \| \| \| \| Modesta Vžesniauskaitė \| 17 de octubre de 1983 \| Colavita-Baci p/b Cooking Light (2010) \| \| \| \| \| \| \| \| Font: UCI \| \| \| \|Nota: Annalisa Barbieri |                        |                                        |  |
| Llista de l'equip 2011 |                        |                                        |  |
| Ciclista | Data de naixement      | Equip previ                            |  |
| Annalisa Barbieri | 17 de novembre de 1991 |                                        |  |
| Giada Borgato | 15 de juny de 1989     | Gauss RDZ Ormu (2010)                  |  |
| Giorgia Bronzini | 3 de agost de 1983     | Gauss RDZ Ormu (2010)                  |  |
| Rushlee Buchanan | 20 de gener de 1988    | Colavita-Baci p/b Cooking Light (2010) |  |
| Elena Cecchini | 25 de maig de 1992     |                                        |  |
| Catherine Cheatley | 6 de abril de 1983     | Colavita-Baci p/b Cooking Light (2010) |  |
| Theresa Cliff-Ryan | 19 de juny de 1978     | Colavita-Baci p/b Cooking Light (2010) |  |
| Alessandra D'Ettorre | 8 de maig de 1978      | Top Girls Fassa Bortolo-Ghezzi (2010)  |  |
| Andrea Dvorak | 9 de octubre de 1980   | Colavita-Baci p/b Cooking Light (2010) |  |
| Francesca Faustini | 27 de desembre de 1988 | Team CMAX Dila (2009)                  |  |
| Uênia Fernandes | 12 de agost de 1984    |                                        |  |
| Barbara Guarischi | 10 de febrer de 1990   | SC Michela Fanini Record Rox (2010)    |  |
| Edita Janeliūnaitė | 16 de desembre de 1988 |                                        |  |
| Rosane Kirch | 19 de abril de 1976    | SC Michela Fanini Record Rox (2009)    |  |
| Christina Kollmann | 14 de març de 1988     | Uniqa (2007)                           |  |
| Heather Logan-Sprenger | 14 de maig de 1982     | Colavita-Baci p/b Cooking Light (2010) |  |
| Svetlana Pauliukaitė | 31 de juliol de 1985   | Safi-Pasta Zara (2010)                 |  |
| Tetyana Riabchenko | 28 de agost de 1989    |                                        |  |
| Modesta Vžesniauskaitė | 17 de octubre de 1983  | Colavita-Baci p/b Cooking Light (2010) |  |
| |                        |                                        |  |
| Font: UCI |                        |                                        |  |

| \| Llista de l'equip 2012 \| Llista de l'equip 2012 \| Llista de l'equip 2012 \| Llista de l'equip 2012 \| \| Ciclista \| Data de naixement \| Equip previ \| \| \| ----------------------------------------- \| ---------------------- \| ----------------------------------- \| ---------------------- \| \| Anastassia Txulkova (1 de juny–31 de des) \| 7 de març de 1985 \| \| \| \| Francesca Faustini \| 27 de desembre de 1988 \| Team CMAX Dila (2009) \| \| \| Uênia Fernandes \| 12 de agost de 1984 \| \| \| \| Whitney Gaggioli \| 14 de febrer de 1988 \| \| \| \| Huda Grairi \| 29 de març de 1993 \| \| \| \| Silvia Marotta \| 25 de febrer de 1992 \| \| \| \| Flávia Oliveira \| 27 de octubre de 1981 \| Vaiano Solaristech (2011) \| \| \| Svetlana Pauliukaitė \| 31 de juliol de 1985 \| Safi-Pasta Zara (2010) \| \| \| Federica Primavera \| 3 de juliol de 1990 \| \| \| \| Liza Rachetto (4 de maig–31 de des) \| 30 de gener de 1974 \| Palo Alto Bicycle Shop-Tibco (2008) \| \| \| Tetyana Riabchenko \| 28 de agost de 1989 \| \| \| \| Sari Saarelainen \| 1 de març de 1981 \| Let's Go Finland (2004) \| \| \| Patricia Schwager (25 de juny–31 de des) \| 6 de desembre de 1983 \| Nederland Bloeit (2011) \| \| \| Jessica Uebelhart \| 16 de octubre de 1990 \| Diadora-Pasta Zara (2011) \| \| \| \| \| \| \| \| Font: UCI \| \| \| \| |                        |                                     |  |
| Llista de l'equip 2012 |                        |                                     |  |
| Ciclista | Data de naixement      | Equip previ                         |  |
| Anastassia Txulkova (1 de juny–31 de des) | 7 de març de 1985      |                                     |  |
| Francesca Faustini | 27 de desembre de 1988 | Team CMAX Dila (2009)               |  |
| Uênia Fernandes | 12 de agost de 1984    |                                     |  |
| Whitney Gaggioli | 14 de febrer de 1988   |                                     |  |
| Huda Grairi | 29 de març de 1993     |                                     |  |
| Silvia Marotta | 25 de febrer de 1992   |                                     |  |
| Flávia Oliveira | 27 de octubre de 1981  | Vaiano Solaristech (2011)           |  |
| Svetlana Pauliukaitė | 31 de juliol de 1985   | Safi-Pasta Zara (2010)              |  |
| Federica Primavera | 3 de juliol de 1990    |                                     |  |
| Liza Rachetto (4 de maig–31 de des) | 30 de gener de 1974    | Palo Alto Bicycle Shop-Tibco (2008) |  |
| Tetyana Riabchenko | 28 de agost de 1989    |                                     |  |
| Sari Saarelainen | 1 de març de 1981      | Let's Go Finland (2004)             |  |
| Patricia Schwager (25 de juny–31 de des) | 6 de desembre de 1983  | Nederland Bloeit (2011)             |  |
| Jessica Uebelhart | 16 de octubre de 1990  | Diadora-Pasta Zara (2011)           |  |
| |                        |                                     |  |
| Font: UCI |                        |                                     |  |

| \| Llista de l'equip 2013 \| Llista de l'equip 2013 \| Llista de l'equip 2013 \| Llista de l'equip 2013 \| \| Ciclista \| Data de naixement \| Equip previ \| \| \| ------------------------------------- \| ---------------------- \| ------------------------- \| ---------------------- \| \| Chiara Agnelli (1 de abr–31 de des) \| 20 de abril de 1994 \| \| \| \| Clemilda Fernandes \| 25 de juny de 1979 \| \| \| \| Uênia Fernandes \| 12 de agost de 1984 \| \| \| \| Whitney Gaggioli (1 de gen–4 de ago) \| 14 de febrer de 1988 \| \| \| \| Iúlia Martíssova \| 15 de juny de 1976 \| Be Pink (2012) \| \| \| Rasa Mažeikytė (22 de maig–31 de des) \| 31 de març de 1976 \| \| \| \| Vaida Pikauskaitė \| 29 de març de 1991 \| \| \| \| Tetyana Riabchenko \| 28 de agost de 1989 \| \| \| \| Vilija Sereikaitė \| 12 de febrer de 1987 \| Safi-Pasta Zara (2010) \| \| \| Alena Sitsko (20 de març–31 de des) \| 4 de desembre de 1987 \| Vaiano Solaristech (2010) \| \| \| Luisa Tamanini (1 de gen–4 de ago) \| 31 de gener de 1980 \| Faren-Honda (2012) \| \| \| Aušrinė Trebaitė \| 18 de octubre de 1988 \| Safi-Pasta Zara (2010) \| \| \| Jessica Uebelhart \| 16 de octubre de 1990 \| Diadora-Pasta Zara (2011) \| \| \| Eglė Zablockytė \| 24 de maig de 1989 \| \| \| \| \| \| \| \| \| Font: UCI \| \| \| \|Nota: Chiara Agnelli |                       |                           |  |
| Llista de l'equip 2013 |                       |                           |  |
| Ciclista | Data de naixement     | Equip previ               |  |
| Chiara Agnelli (1 de abr–31 de des) | 20 de abril de 1994   |                           |  |
| Clemilda Fernandes | 25 de juny de 1979    |                           |  |
| Uênia Fernandes | 12 de agost de 1984   |                           |  |
| Whitney Gaggioli (1 de gen–4 de ago) | 14 de febrer de 1988  |                           |  |
| Iúlia Martíssova | 15 de juny de 1976    | Be Pink (2012)            |  |
| Rasa Mažeikytė (22 de maig–31 de des) | 31 de març de 1976    |                           |  |
| Vaida Pikauskaitė | 29 de març de 1991    |                           |  |
| Tetyana Riabchenko | 28 de agost de 1989   |                           |  |
| Vilija Sereikaitė | 12 de febrer de 1987  | Safi-Pasta Zara (2010)    |  |
| Alena Sitsko (20 de març–31 de des) | 4 de desembre de 1987 | Vaiano Solaristech (2010) |  |
| Luisa Tamanini (1 de gen–4 de ago) | 31 de gener de 1980   | Faren-Honda (2012)        |  |
| Aušrinė Trebaitė | 18 de octubre de 1988 | Safi-Pasta Zara (2010)    |  |
| Jessica Uebelhart | 16 de octubre de 1990 | Diadora-Pasta Zara (2011) |  |
| Eglė Zablockytė | 24 de maig de 1989    |                           |  |
| |                       |                           |  |
| Font: UCI |                       |                           |  |